# Alianza 21/RRP
Alianza 21/RRP (en alemán: Bündnis 21/RRP ) fue un partido político alemán, fundado el 25 de agosto de 2007 bajo el nombre de Partido de las Jubiladas y Jubilados (alemán: Rentnerinnen- und Rentner-Partei, RRP). El 15 de septiembre de 2012, el partido decidió cambiar su nombre al actual. Se disolvió en mayo de 2016.

## Programa
El programa del partido se basaba en sólo tres temas: la provisión de pensiones, salud y educación. Entre otras cosas, el partido reclamaba una pensión mínima garantizada por el Estado de 1.000 euros. Además, abogaba por una fusión de los sistemas de pensiones y la introducción obligatoria legal de fondos de pensiones profesionales. Rechazaba la elevación de la edad de jubilación de 65 a 67 años.
En políticas de salud, el partido exigía una política nacional de seguros y la abolición del fondo de salud. En políticas de educación, abogaba por la financiación pública de la totalidad de la educación escolar y universitaria y la introducción de uniformes escolares obligatorios.

## Resultados electorales
El RRP participó por primera vez en la elección estatal de Baviera de 2008, presentando candidatos en los distritos de Baja Franconia, Alto Palatinado y Suabia.  En la elección estatal obtuvo el 0,2%.
En las elecciones europeas de 2009 el partido obtuvo el 0,4% de los votos a nivel nacional.  En el mismo año, el RRP participó en las elecciones estatales en Schleswig-Holstein y Brandeburgo, y presentó cinco listas estatales para las elecciones federales de Alemania de 2009. En la elección federal, alcanzó el 0,2% de los votos.
En las elecciones, otro partido de ideología similar, el Partido de los Pensionistas, fue más débil que el RRP. Como resultado, ambos partidos comenzaron a cooperar mutuamente.
En las Elecciones estatales de Renania del Norte-Westfalia de 2010 el RRP apoyó al Partido de los Pensionistas. Originalmente, ambos partidos se fusionarían en diciembre de 2010, pero esto se retrasó hasta 2011, y finalmente tal proceso no se concretó. Aun así, intentaron formar una alianza electoral con otros partidos pequeños, como el Partido Pirata de Alemania y el Partido de las Familias de Alemania, pero este proyecto también fracasó.
En las elecciones estatales de Bremen de 2011, el partido llegó al 0,9% de los votos.
Al mismo tiempo, obtuvo algunos concejales en las elecciones municipales de Bremerhaven. En noviembre de 2012, dos concejales de Die Linke se unieron al partido, uno de los cuales se terminó uniendo después a los Ciudadanos en Ira en 2013.
Después de que los esfuerzos anteriores de fusionarse con otros partidos fracasasen, el partido decidió adoptar un nuevo nombre para atraer a más grupos de electores, además de los pensionistas. El nombre escogido fue Alianza 21/RRP.
En las elecciones de 2013  el partido se presentó con tres listas estatales y llegó a 5335 (0,0%) votos directos y 8851 (0,0%) votos de lista.
El 14 de mayo de 2016 el partido se disolvió.